# Lawe Loning Aman
Lawe Loning Aman is een bestuurslaag in het regentschap Aceh Tenggara van de provincie Atjeh, Indonesië. Lawe Loning Aman telt 1190 inwoners (volkstelling 2010).